# Simargarap
Simargarap is een bestuurslaag in het regentschap Tapanuli Tengah van de provincie Noord-Sumatra, Indonesië. Simargarap telt 1374 inwoners (volkstelling 2010).